# Regiões militares do Laos
A partir de 1955, o Reino do Laos foi dividido em cinco Regiões Militares (RM), correspondendo aproximadamente às áreas das treze províncias do país. As Regiões Militares eram necessárias devido às precárias linhas de comunicação dentro do país. Os distritos militares foram a base de uma cultura de warlordismo no alto comando das Forças Armadas Reais do Laos, com a maioria dos Comandantes das Regiões Militares administrando suas zonas como feudos privados.

## Histórico
O Laos cobre aproximadamente 235.000 quilômetros quadrados (91.000 milhas quadradas). No início da década de 1950, havia poucos meios de transporte disponíveis no Reino do Laos. Viajar de barco pelo rio Mekong ainda era o meio mais confiável de transportar pessoas e mercadorias no país. O Laos, recém-independente dos franceses, legou menos de 1.500 quilômetros de estradas pavimentadas para todas as condições climáticas. O objetivo do programa colonial francês de construção de estradas não era a interconexão das províncias laocianas, mas sim a ligação com o Vietnã. O transporte aéreo no Laos dependia de meia dúzia de aeroportos e aeródromos auxiliares que não podiam acomodar nada maior do que aeronaves bimotoras. Com uma infraestrutura de transporte tão pouco desenvolvida, a defesa do país foi confiada a tropas locais reunidas e estacionadas em distritos militares que refletem as tradições francesas, designadas "Regiões Militares" (em francês:  Régions Militaires), que englobavam duas ou mais províncias. Como resultado desta organização descentralizada, o Estado-Maior das Forças Armadas Reais do Laos em Vientiane desempenhava principalmente uma função administrativa, exercendo pouco controle sobre os comandos regionais e os comandantes locais tinham liberdade para ajustar as suas táticas à situação local. Consequentemente, os comandantes laocianos das Regiões Militares tornaram-se senhores da guerra dentro de suas regiões. O posto máximo de comando dentro de uma Região Militar dependia da influência de uma família aristocrática da elite urbana ou de famílias que dominassem econômica e politicamente a região. Se um general não fosse herdeiro de uma dessas famílias, então ele teria seu apoio de alguma outra maneira.